# 2009 في التشيك
فيما يلي قوائم الأحداث التي وقعت خلال عام 2009 في التشيك.

## سياسة

### تعيين في المنصب
- 23 يناير – بيفل سفوبودا Minister of the Czech Republic without portfolio ‏.
- 23 يناير – سيريل سفوبودا Minister for Regional Development ‏.
- 9 أبريل – يان فيشر رئيس وزراء جمهورية التشيك.

### انتهاء فترة المنصب
- 23 يناير – سيريل سفوبودا Minister of the Czech Republic without portfolio ‏،Minister for Regional Development ‏.
- 8 مايو – إيفان لانغر Minister of the Interior of the Czech Republic ‏.
- 8 مايو – بيتر نيكاس Deputy Prime Minister of the Czech Republic ‏، Minister of Labour and Social Affairs ‏.
- 8 مايو – بيفل سفوبودا Minister of the Czech Republic without portfolio ‏.
- 8 مايو – ميريك توبولانيك رئيس وزراء جمهورية التشيك.

## رياضة
- 1 يناير – جائزة التشيك الكبرى للدراجات النارية 2009

## وفيات

### فبراير
- 5 فبراير – دانا فافروفا (مواليد 1967)

### مارس
- 20 مارس – فاكلاف فينتر (مواليد 1924)

### أبريل
- 27 أبريل – ميروسلاف فيليب (مواليد 1928)

### يوليو
- 29 يوليو – دينا بابيت (مواليد 1923) فنانة تشيكية.

### أكتوبر
- 30 أكتوبر – فرانتيسك فيسلي (مواليد 1943) لاعب كرة قدم.